# UK vz. 59
Універсальний кулемет моделі 59 (чеськ. Univerzální kulomet vzor 59) — єдиний кулемет, розроблений в Чехословаччині в 1950-х роках. Він залишається на озброєнні армії Чеської Республіки та збройних сил Словаччини.

## Опис
Uk vz. 59 веде вогонь набоями калібру 7,62×54 мм R (хоча також існує варіант Vz. 59N для боєприпасів 7,62×51 мм НАТО), зі стрічковим боєпостачанням. Кулемет може бути як легким (легкий ствол і сошки, модель vz. 59L), так і середнім (важкий ствол і штатив), а також може використовуватися як зброя, що встановлюється на станку (версія Vz. 59T).
Пістолетне руків'я виконує роль як ручка зарядки для Uk vz. 59.

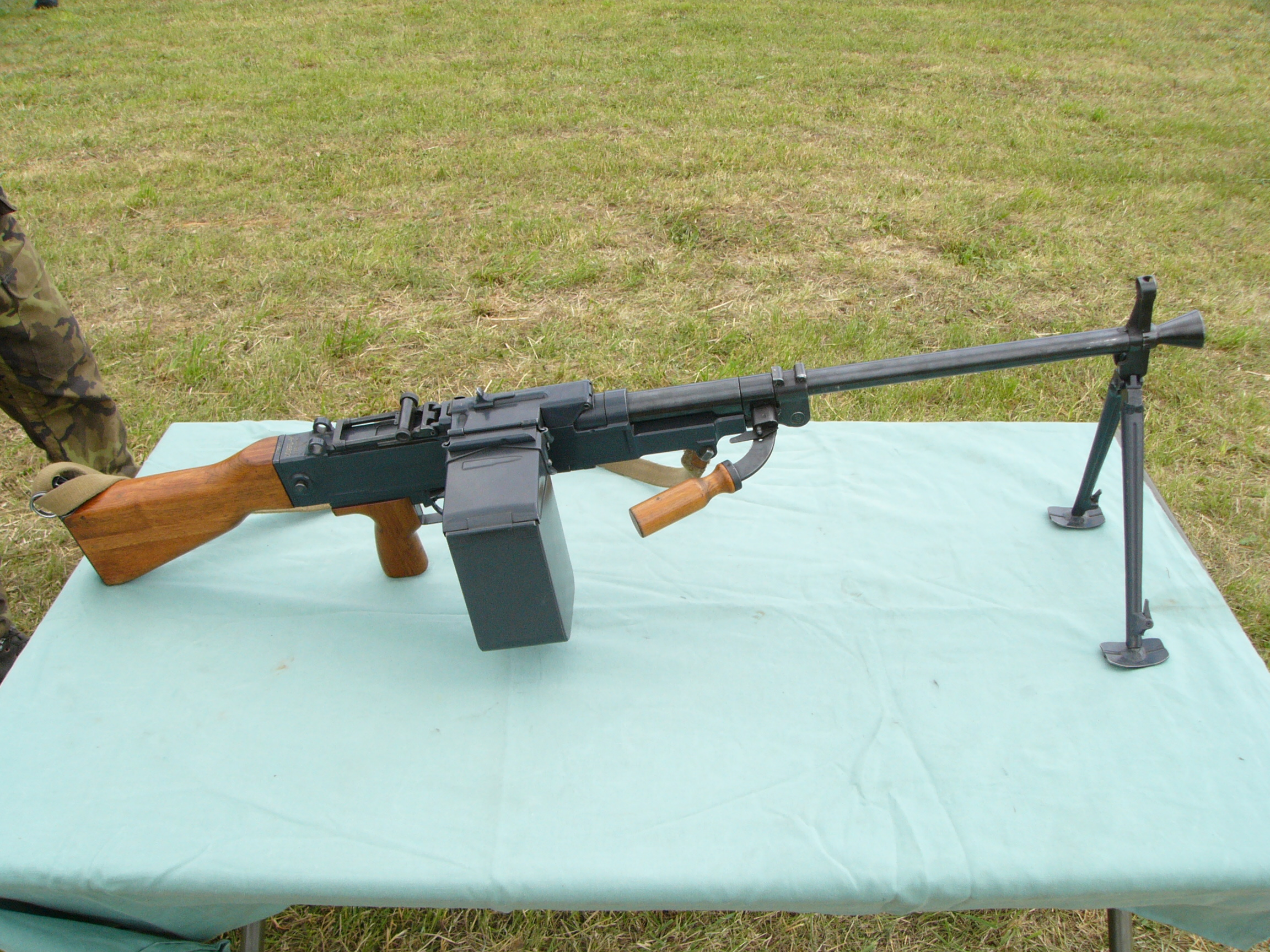
UK-L vz. 59 із сошками.
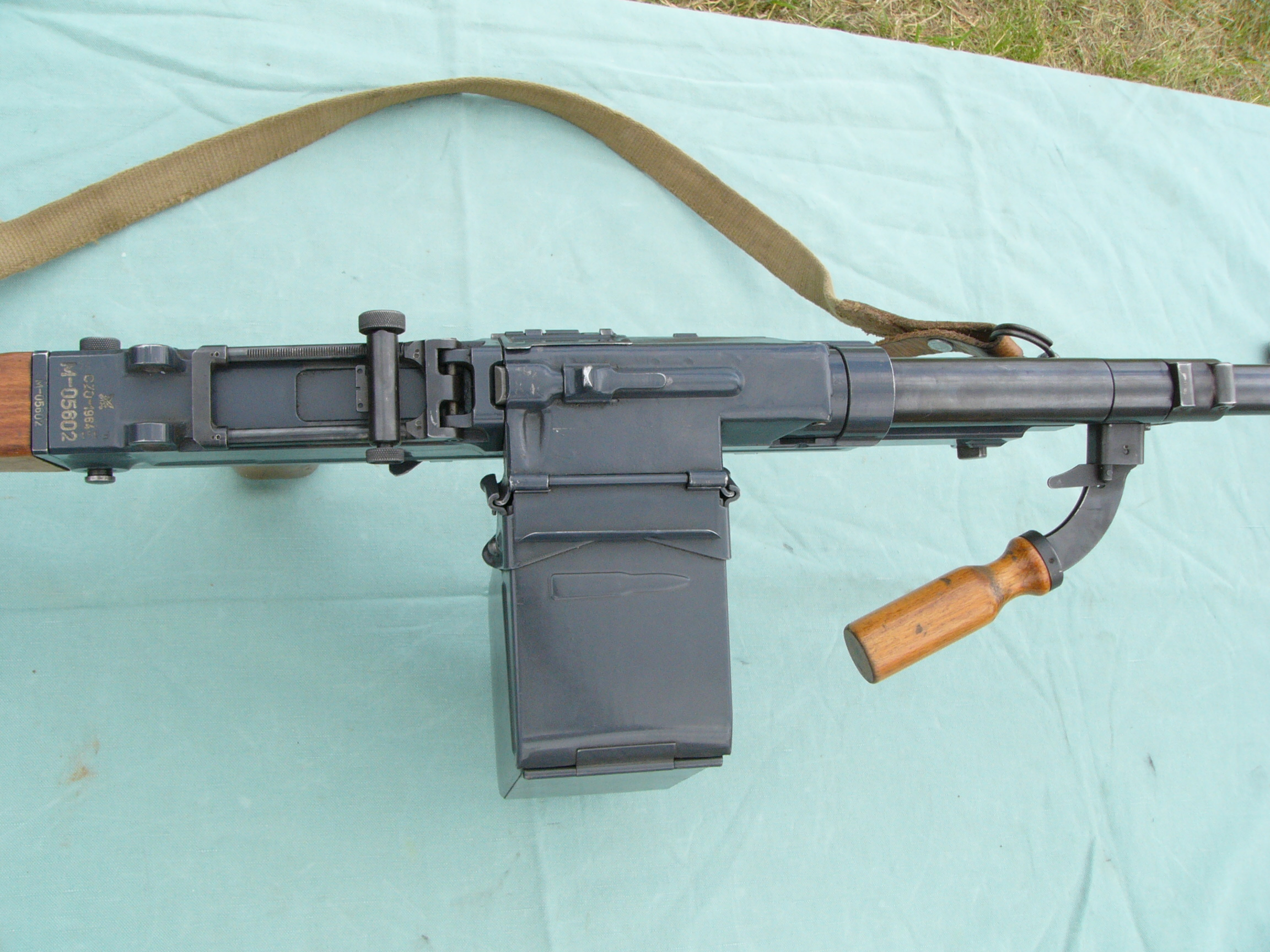
Деталь UK-L vz. 59.

## Користувачі
- Афганістан
- Біафра[1]
- Чехія[2]
- ДР Конго: Збройні сили Демократичної Республіки Конго[3]
  -  Демократичні сили визволення Руанди[en][3]
- Грузія[4]
- Лівія[5]
- Малі
- Словаччина[2]
- Таджикистан
- Індія
- Танзанія[6]
- В'єтнам: використовується Народною Армією В'єтнаму та використовувався В'єтконгом[7]
- Україна: 3200 кулеметів з Чехії передано як частину військового пакету допомоги у відповідь на Російське вторгнення в Україну.[8]

## Галерея

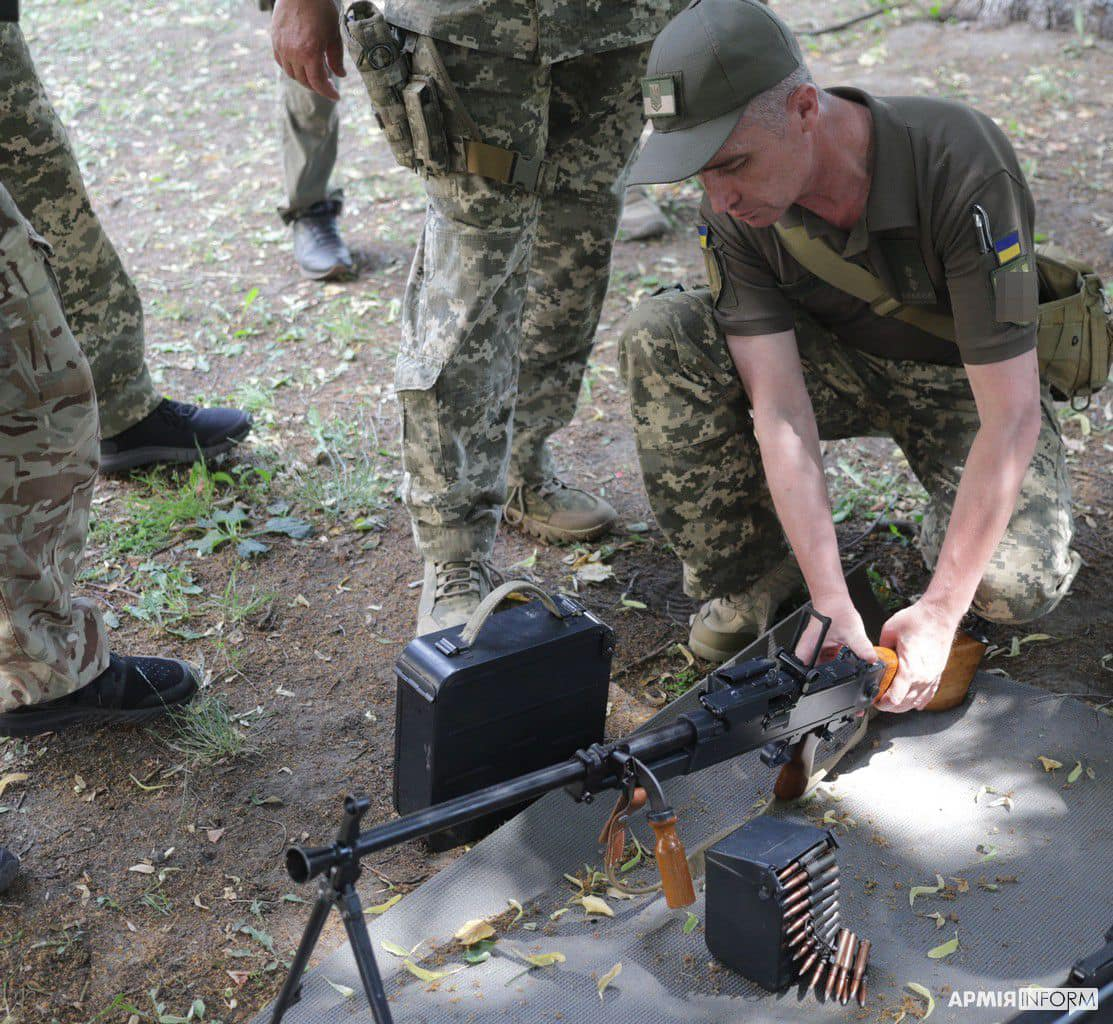
Тренування ТрО в 2022
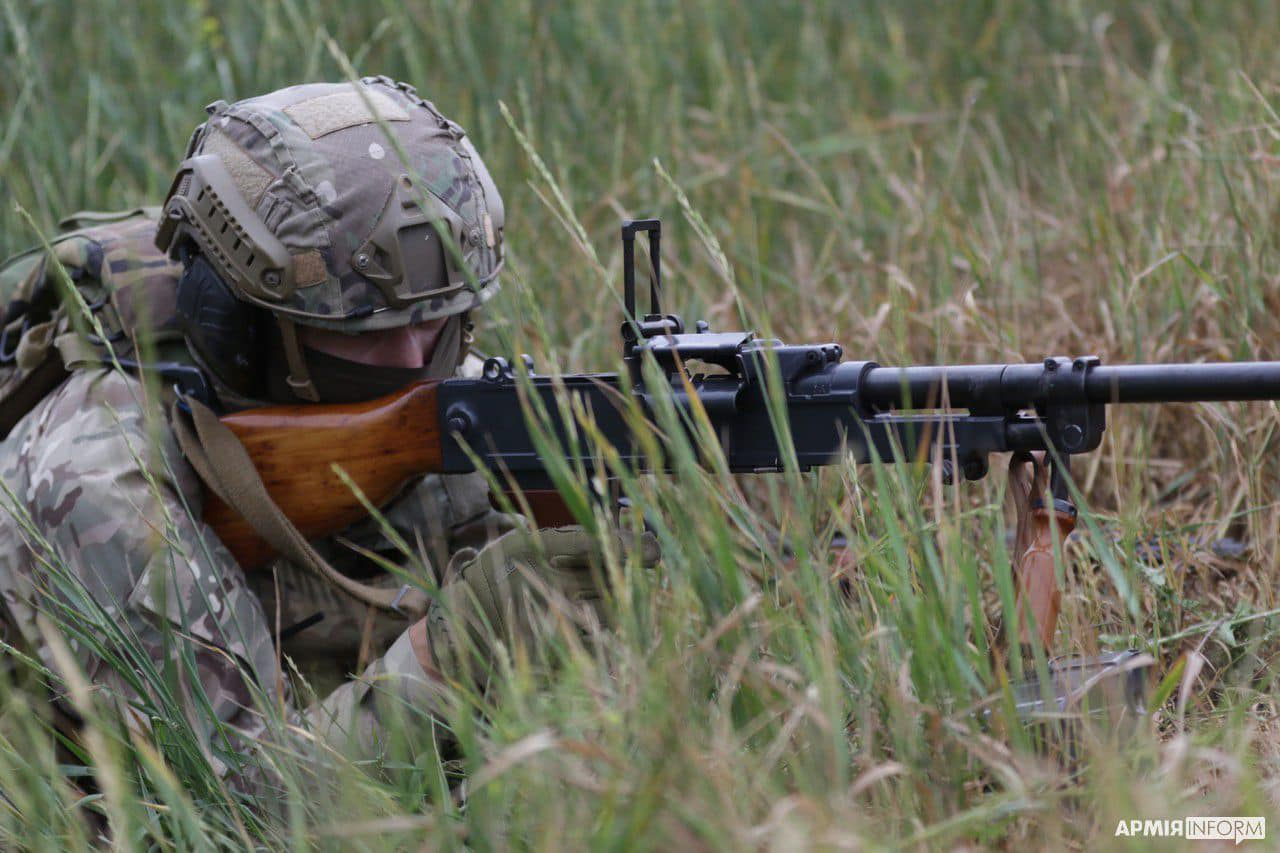
Тренування ТрО в 2022
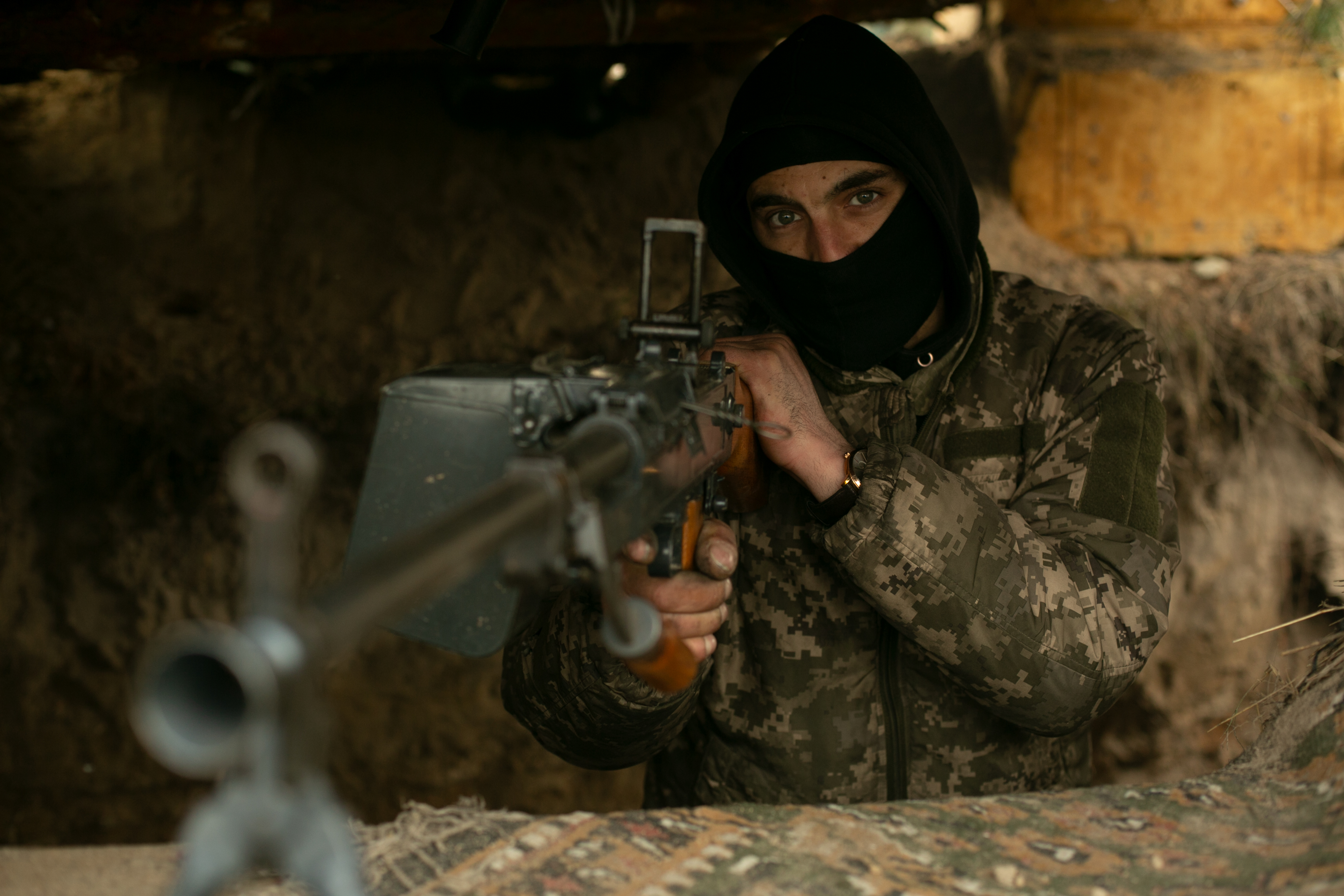
Боєць добровольчого формування ТГ в 2022